# ルーム (アルバム)
『ルーム』(Loom)は、イマジン・ドラゴンズの6枚目のスタジオ・アルバム。

## 解説
デジタルアートを封入した特別盤は500万ドルという価格が話題となったが、これはダフ屋対策であり、ファンはDiscordの特別なプロモーションコードを入手することで一般的な値段で購入することが出来るようになっている。
アルバム発売後、ドラマーのダニエル・プラッツマンが脱退した。

## 収録曲
1. ウェイク・アップ - Wake Up
2. ナイス・トゥ・ミート・ユー - Nice to Meet You
3. アイズ・クローズド - I'm Closed
4. テイク・ミー・トゥ・ザ・ビーチ - Take Me to the Beach
5. イン・ユア・コーナー - In Your Corner
6. ゴッズ・ドント・プレイ - Gods Don't Play
7. ドント・フォーゲット・ミー - Don't Forget Me
8. キッド - Kid
9. ファイアー・イン・ディーズ・ヒルズ - Fire in These Hills

日本盤ボーナストラック
1. アイズ・クローズド（feat. J.バルヴィン） - Eyes Closed" (with J Balvin)
2. チルドレン・オブ・ザ・スカイ（ア・スターフィールド・ソング） - Children of the Sky (A Starfield Song)

## チャート
| チャート (2024)                              | 最高 順位 |
| -------------------------------------------- | --------- |
| オーストラリア (ARIA)                        | 17        |
| オーストリア (Ö3 Austria)                    | 3         |
| ベルギー (Ultratop Flanders)                 | 6         |
| ベルギー (Ultratop Wallonia)                 | 1         |
| カナダ (Billboard)                           | 23        |
| チェコ (ČNS IFPI)                            | 30        |
| オランダ (MegaCharts)                        | 3         |
| フィンランド (Suomen virallinen lista)       | 19        |
| フランス (SNEP)                              | 1         |
| ドイツ (Offizielle Top 100)                  | 2         |
| ハンガリー (MAHASZ)                          | 14        |
| アイルランド (IRMA)                          | 62        |
| イタリア (FIMI)                              | 9         |
| リトアニア (AGATA)                           | 6         |
| ニュージーランド (RMNZ)                      | 12        |
| ノルウェー (VG-lista)                        | 14        |
| ポーランド（ZPAV)                            | 4         |
| ポルトガル (AFP)                             | 18        |
| スコットランド (OCC)                         | 1         |
| スロバキア (IFPI)                            | 27        |
| スペイン (PROMUSICAE)                        | 4         |
| スウェーデン (スヴァリイェトプリストン)      | 18        |
| スイス (Schweizer Hitparade)                 | 1         |
| UK アルバムズ (OCC)                          | 5         |
| US Billboard 200                             | 22        |
| US Top Rock & Alternative Albums (Billboard) | 6         |

| チャート (2024)              | 順位 |
| ---------------------------- | ---- |
| フランス (SNEP)              | 66   |
| スイス (Schweizer Hitparade) | 61   |